# Sessilina nigrilinea
Sessilina nigrilinea är en tvåvingeart som först beskrevs av Walker 1861.  Sessilina nigrilinea ingår i släktet Sessilina och familjen borrflugor. Inga underarter finns listade i Catalogue of Life.